# 李家沱站
李家沱站位于四川省成都市成华区，是成都地铁3号线的地下车站。

## 车站概要
本站位于三友路与二环路北四段交叉口，沿二环路北四段呈西北、东南向布置，于2016年7月31日启用。因位于成华区府青路街道李家沱社区而得名。3号线一期原规划并无此站，后因市民呼声，而增设。在建设期间是成都地铁3号线一期工程的装修样板车站。

## 车站構造
本站为地下二层岛式站台车站。
| 地面      |                                    | 出入口                               |  |
| 地下 一层 | 站厅层                             | 安检、售票机、站内商店               |  |
| 地下 二层 |                                    | 3号线列车往成都医学院方向 （驷马桥） |  |
| 地下 二层 | 岛式月台，左边车门将会开启         |                                      |  |
| 地下 二层 | 3号线列车往双流西站方向 （前锋路） |                                      |  |

## 内装与公共艺术
本站文化设计主题为“古蜀治水体现悠久历史”。
因蜀人方言称蓄水之淝水沱为“沱”，故蜀人这种独特治水方法被《禹贡》总结为“岷山导江，东别为沱”。本站采用内陆河水绿色为主的色调，体现水文化；在本站的设计中，选用相对较浅，接近木色的色彩设计，以呈现古蜀治水的悠久历史，以及今天三洞古桥等景点的水文化内涵。

## 出入口信息
本站目前开放4个出入口。
| 出口编号     | 设施       | 地点         | 可到达目的地                             |
| ------------ | ---------- | ------------ | ---------------------------------------- |
|              |            |              |                                          |
|              |            | 二环路北四段 | 512国际广场、汇融名城                    |
| 出口 · B · 2 |            | 二环路北四段 | 招港大厦、成都成实医院                   |
| 出口 · C     |            | 二环路北四段 | 成都416医院                              |
| 出口 · D     | 无障碍电梯 | 三友路       | 沙河庭院、沙河三洞古桥公园、人北实验小学 |

## 大事记
- 2013年12月10日，主体结构封顶[5]；
- 2016年7月31日，正式启用[1]。

## 公交配套
18路;53路;65路;1121路